# Nati nel 1956/Febbraio
| Questa pagina contiene informazioni ricavate automaticamente dalle voci biografiche con l'ausilio del template Bio e di un bot. L'aggiornamento è periodico e automatico e ricostruisce completamente la pagina. Se manca una persona in questa lista, sei pregato di non aggiungerla, ma accertati piuttosto che la sua voce biografica contenga il template Bio e che i dati anagrafici siano correttamente compilati. Se il template Bio manca, inseriscilo tu stesso o, in alternativa, metti l'avviso {{tmp\|Bio}} che ne segnala la mancanza. Se i dati riportati sono sbagliati, correggi direttamente la voce biografica; le modifiche saranno visibili in questa lista entro pochi giorni. Per chiarimenti vedi il progetto biografie. La lista contiene solo le 287 persone che sono citate nell'enciclopedia e per le quali è stato implementato correttamente il template Bio. Pagina aggiornata al 18 ago 2025. |

- 1º febbraio - Enrico Benedetto, giornalista e pastore protestante italiano
- 1º febbraio - Exene Cervenka, cantante statunitense
- 1º febbraio - Dan Doornink, ex giocatore di football americano statunitense
- 1º febbraio - Maria Fekter, politica austriaca
- 1º febbraio - Guo Wenjing, compositore cinese
- 1º febbraio - Monica Scattini, attrice italiana († 2015)
- 1º febbraio - Pasquale Scimeca, regista e sceneggiatore italiano
- 1º febbraio - Stefano Senardi, produttore discografico e direttore artistico italiano
- 1º febbraio - Emil Spasov, ex calciatore bulgaro
- 2 febbraio - Jamal Ali, ex calciatore iracheno
- 2 febbraio - Silvano Borgatta, musicista, arrangiatore e compositore italiano
- 2 febbraio - Sabina Maria Cuneo, fotografa e etnografa italiana († 2016)
- 2 febbraio - Geoffrey Onyeama, politico e avvocato nigeriano
- 2 febbraio - Jean-François Lamour, politico e ex schermidore francese
- 2 febbraio - Benedetto Lo Monaco, attore italiano
- 2 febbraio - Adnan Oktar, predicatore turco
- 2 febbraio - Paolo Petruccioli, giornalista italiano († 2013)
- 2 febbraio - Ștefan Rusu, ex lottatore rumeno
- 3 febbraio - Keiko Araki, ex cestista giapponese
- 3 febbraio - Ernie Brandts, allenatore di calcio e ex calciatore olandese
- 3 febbraio - Marco Cacciatori, calciatore italiano († 2024)
- 3 febbraio - Hernán Darío Gómez, allenatore di calcio e ex calciatore colombiano
- 3 febbraio - John Jefferson, ex giocatore di football americano statunitense
- 3 febbraio - Gordon King, ex giocatore di football americano statunitense
- 3 febbraio - Tom Kristiansen, ex saltatore con gli sci norvegese
- 3 febbraio - Nathan Lane, attore statunitense
- 3 febbraio - Denis Levasseur, attore canadese
- 3 febbraio - David John Malloy, vescovo cattolico statunitense
- 3 febbraio - Daniele Manca, giornalista, scrittore e saggista italiano
- 3 febbraio - Lee Ranaldo, chitarrista e cantante statunitense
- 3 febbraio - Slobodan Trifunović, ex pallanuotista jugoslavo
- 4 febbraio - Luigi Bertolini, ex calciatore italiano
- 4 febbraio - Gianpaolo Grudina, ex calciatore italiano
- 4 febbraio - Alma Pescalli, ex mezzofondista e velocista italiana
- 4 febbraio - Alfred Scheiwiler, ex calciatore svizzero
- 4 febbraio - Ernst Wansley, ex cestista statunitense
- 5 febbraio - Alfred Azzopardi, ex calciatore maltese
- 5 febbraio - Alistair Blair, stilista scozzese
- 5 febbraio - Vinnie Colaiuta, batterista statunitense
- 5 febbraio - Gary Cole, dirigente sportivo, allenatore di calcio e ex calciatore australiano
- 5 febbraio - Walter Corda, autore televisivo e attore italiano
- 5 febbraio - Umberto Fiorentino, chitarrista italiano
- 5 febbraio - Romuald Andrzej Klos, attore polacco
- 5 febbraio - Betty Ong, statunitense († 2001)
- 5 febbraio - Héctor Rebaque, pilota automobilistico messicano
- 5 febbraio - Maria Testa, arciera italiana († 2009)
- 5 febbraio - Andrea Vitali, scrittore italiano
- 6 febbraio - Roberto Bernabai, giornalista e conduttore televisivo italiano
- 6 febbraio - Peppe Lanzetta, drammaturgo, attore e scrittore italiano
- 6 febbraio - Natal'ja Liničuk, ex danzatrice su ghiaccio sovietica
- 6 febbraio - Roberto Meneguzzo, imprenditore italiano
- 6 febbraio - Guido Van Calster, dirigente sportivo, ex ciclista su strada e ciclocrossista belga
- 6 febbraio - Jon Walmsley, attore, cantautore e polistrumentista britannico
- 7 febbraio - Eva Ayllón, cantante e compositrice peruviana
- 7 febbraio - José Manuel Beirán, ex cestista spagnolo
- 7 febbraio - Giancarlo De Cataldo, ex magistrato, scrittore e sceneggiatore italiano
- 7 febbraio - Maurizio Ferraris, filosofo italiano
- 7 febbraio - Zinaida Greceanîi, politica moldava
- 7 febbraio - Irene Maarschalkerweerd, ex cestista olandese
- 7 febbraio - Giorgio Meschini, politico italiano
- 7 febbraio - Emo Philips, attore e comico statunitense
- 7 febbraio - John Posey, attore statunitense
- 7 febbraio - Annibale Ruccello, drammaturgo, attore e regista teatrale italiano († 1986)
- 7 febbraio - Mark St. John, chitarrista statunitense († 2007)
- 7 febbraio - Rick Wilson, ex cestista statunitense
- 8 febbraio - Stefano Bastianoni, dirigente d'azienda e ex politico italiano
- 8 febbraio - Piero Caraba, compositore e direttore di coro italiano
- 8 febbraio - Gilson Trindade de Jesus, ex cestista brasiliano
- 8 febbraio - Kjersti Holmen, attrice norvegese († 2021)
- 8 febbraio - Marques Johnson, ex cestista e allenatore di pallacanestro statunitense
- 8 febbraio - Giuseppe Pillon, ex calciatore e allenatore di calcio italiano
- 8 febbraio - Magdalena Székely, ex cestista rumena
- 8 febbraio - Nunzio Francesco Testa, politico italiano
- 8 febbraio - Yodrak Salakjai, cantante e attore thailandese († 2008)
- 9 febbraio - Denis Bergeron, astronomo canadese
- 9 febbraio - Bejoy Nicephorus D'Cruze, arcivescovo cattolico bangladese
- 9 febbraio - Phil Ford, ex cestista e allenatore di pallacanestro statunitense
- 9 febbraio - Carlos Gaviria, regista colombiano
- 9 febbraio - Hans Gildemeister, ex tennista cileno
- 9 febbraio - Chenjerai Hove, poeta, scrittore e saggista zimbabwese († 2015)
- 9 febbraio - Mike Kenn, ex giocatore di football americano statunitense
- 9 febbraio - William Maze, ex tennista statunitense
- 9 febbraio - Alina Reyes, scrittrice francese
- 9 febbraio - Alan Walsh, allenatore di calcio e ex calciatore inglese
- 10 febbraio - Pietro Bartolo, medico e politico italiano
- 10 febbraio - Ilija Evtimov, ex cestista bulgaro
- 10 febbraio - Angelo Frappampina, ex calciatore italiano
- 10 febbraio - Dario Laruffa, giornalista e conduttore televisivo italiano
- 10 febbraio - Kenny Leon, regista, attore e produttore televisivo statunitense
- 10 febbraio - José Manzanedo, ex calciatore spagnolo
- 10 febbraio - Attilio Marchetti Rossi, ingegnere italiano
- 10 febbraio - Kazuhiko Nishi, informatico e dirigente d'azienda giapponese
- 10 febbraio - Veronica Rehn-Kivi, politica finlandese
- 10 febbraio - Sa'ud bin Saqr al-Qasimi, emiro emiratino
- 11 febbraio - Claudio Casadio, politico italiano
- 11 febbraio - Giorgio Cattini, ex cestista italiano
- 11 febbraio - Catherine Hickland, attrice statunitense
- 11 febbraio - H.R., cantante statunitense
- 11 febbraio - Didier Lockwood, violinista francese († 2018)
- 11 febbraio - Song Geum-sun, ex cestista sudcoreana
- 11 febbraio - Mario Trejo, ex calciatore messicano
- 11 febbraio - Gianpietro Zappa, calciatore svizzero († 2005)
- 12 febbraio - Renato Begnoni, fotografo italiano
- 12 febbraio - Francesco Congiu, fantino italiano
- 12 febbraio - Paolo Dall'Oro, calciatore italiano († 2022)
- 12 febbraio - Joe Dever, scrittore e autore di giochi britannico († 2016)
- 12 febbraio - Arsenio Hall, cabarettista, attore e personaggio televisivo statunitense
- 12 febbraio - Ricardo Mier, ex calciatore uruguaiano
- 12 febbraio - Brian Robertson, chitarrista britannico
- 12 febbraio - Vincent Viola, imprenditore e filantropo statunitense
- 12 febbraio - Velimir Zajec, allenatore di calcio e ex calciatore jugoslavo
- 12 febbraio - Alfredo de los Santos, ex calciatore uruguaiano
- 13 febbraio - Mauricio Alfaro, ex calciatore e allenatore di calcio salvadoregno
- 13 febbraio - Stefano Bellon, compositore italiano
- 13 febbraio - Gillian Bevan, attrice britannica
- 13 febbraio - Liam Brady, dirigente sportivo, allenatore di calcio e ex calciatore irlandese
- 13 febbraio - Richard Eden, attore canadese
- 13 febbraio - Paul Four, ex pentatleta francese
- 13 febbraio - Peter Hook, bassista e cantante britannico
- 13 febbraio - Giannīs Kouros, ultramaratoneta greco
- 13 febbraio - Maurizio Marchetto, allenatore di pattinaggio e ex pattinatore di velocità su ghiaccio italiano
- 13 febbraio - Chris Newton, ex tennista neozelandese
- 13 febbraio - Jay Nixon, politico statunitense
- 13 febbraio - Steve Pecher, ex calciatore statunitense
- 13 febbraio - Ettore Francesco Sequi, diplomatico italiano
- 13 febbraio - Carole Boston Weatherford, scrittrice statunitense
- 13 febbraio - Jimmy Yuill, attore scozzese
- 13 febbraio - Alia bint al-Husayn, principessa giordana
- 14 febbraio - John Anderson, ex giocatore di football americano statunitense
- 14 febbraio - Livio Bazzoli, ex arbitro di calcio italiano
- 14 febbraio - Rosa Castillo, ex cestista spagnola
- 14 febbraio - Martin Crimp, drammaturgo e traduttore britannico
- 14 febbraio - Sandro Nicola D'Alessandro, politico e medico italiano
- 14 febbraio - Howard Davis, pugile statunitense († 2015)
- 14 febbraio - Katharina Fritsch, scultrice tedesca
- 14 febbraio - Chiara Grillo, cantautrice italiana
- 14 febbraio - Reinhold Hintermaier, ex calciatore austriaco
- 14 febbraio - Luciano Miani, dirigente sportivo, allenatore di calcio e ex calciatore italiano
- 14 febbraio - Giovanni Nistri, generale italiano
- 14 febbraio - Silvia Rosa-Brusin, giornalista e conduttrice televisiva italiana
- 15 febbraio - Mushtaq Ahmed, hockeista su prato pakistano
- 15 febbraio - Hervé Guilleux, pilota motociclistico francese
- 15 febbraio - John Gregory Kelly, vescovo cattolico statunitense
- 15 febbraio - Nils Landgren, trombonista e cantante svedese
- 15 febbraio - Nikolaj Levnikov, ex arbitro di calcio russo
- 15 febbraio - Carmelo Lo Monte, politico italiano
- 15 febbraio - Joy Mangano, inventrice e imprenditrice statunitense
- 15 febbraio - Olga Merediz, attrice statunitense
- 15 febbraio - Radomir Savić, ex calciatore jugoslavo
- 15 febbraio - Lars Tunbjörk, fotografo svedese († 2015)
- 15 febbraio - Syogo Utsunomiya, astronomo giapponese
- 15 febbraio - Joe Whelton, ex cestista e allenatore di pallacanestro statunitense
- 16 febbraio - Gian Piero Alloisio, cantautore e drammaturgo italiano
- 16 febbraio - Carlos Aragonés, allenatore di calcio e ex calciatore boliviano
- 16 febbraio - Maurizio Fabbri, attore, regista e cantante italiano
- 16 febbraio - Paul Gilroy, storico e sociologo britannico
- 16 febbraio - Gérard Kautai, allenatore di calcio e ex calciatore francese
- 16 febbraio - Nikolaj Kolesov, calciatore russo († 1998)
- 16 febbraio - Stein Kollshaugen, ex calciatore norvegese
- 16 febbraio - Sandro Larenas, attore e doppiatore cileno
- 16 febbraio - Lew Massey, cestista statunitense († 2014)
- 16 febbraio - Rina Mor, ex modella e avvocato israeliana
- 16 febbraio - Bodo Ramelow, politico tedesco
- 16 febbraio - Piero Valenti, ex cestista italiano
- 16 febbraio - Vincent Ward, regista, attore e sceneggiatore neozelandese
- 16 febbraio - Joseph Anthony Zziwa, vescovo cattolico ugandese
- 17 febbraio - Noga Alon, matematico israeliano
- 17 febbraio - Renata Attivissimo, attrice e cantante italiana
- 17 febbraio - Peter Gunterberg, ex cestista svedese
- 17 febbraio - Valentina Iliffe, ex sciatrice alpina britannica
- 17 febbraio - Richard Karn, attore statunitense
- 17 febbraio - Giovanni Lauda, architetto e designer italiano
- 17 febbraio - Nicodemo Oliverio, politico italiano
- 17 febbraio - Éric Pécout, ex calciatore francese
- 17 febbraio - Rosario Robles, politica e economista messicana
- 17 febbraio - Umi Kalthum Al-Islam Bolkiah, principessa bruneiana
- 17 febbraio - Malcolm Wilson, ex pilota di rally e dirigente sportivo britannico
- 17 febbraio - Norberto do Amaral, vescovo cattolico est-timorese
- 18 febbraio - Ernesto Abaterusso, politico italiano († 2022)
- 18 febbraio - Rüdiger Abramczik, allenatore di calcio e ex calciatore tedesco
- 18 febbraio - Fulvio Albanese, pallanuotista e allenatore di pallanuoto italiano († 2012)
- 18 febbraio - Claudio Azzali, ex calciatore italiano
- 18 febbraio - Norman Buttigieg, ex calciatore maltese
- 18 febbraio - Franco Dionesalvi, poeta, giornalista e drammaturgo italiano († 2022)
- 18 febbraio - Giuseppe Feyles, dirigente d'azienda, autore televisivo e regista italiano
- 18 febbraio - Ted Gärdestad, cantante svedese († 1997)
- 18 febbraio - Bidzina Ivanishvili, politico e imprenditore georgiano
- 18 febbraio - Marco Pedrotti, ex cestista italiano
- 18 febbraio - Bruce Rauner, politico e imprenditore statunitense
- 18 febbraio - Mauro Salvaneschi, ex cestista italiano
- 18 febbraio - Paul Reed Smith, liutaio e imprenditore statunitense
- 18 febbraio - Marivana, cantautrice italiana
- 19 febbraio - Kathleen Beller, attrice statunitense
- 19 febbraio - Gian Carlo Capicchioni, politico sammarinese
- 19 febbraio - Pietro Colonnella, politico italiano
- 19 febbraio - Fiordaliso, cantautrice italiana
- 19 febbraio - Víctor Frattini, ex cestista uruguaiano
- 19 febbraio - Peter Holsapple, musicista statunitense
- 19 febbraio - Russ Howard, giocatore di curling canadese
- 19 febbraio - Walter Jordan, ex cestista statunitense
- 19 febbraio - David Lavi, ex calciatore israeliano
- 19 febbraio - Steve Little, giocatore di football americano statunitense († 1999)
- 19 febbraio - George Low, astronauta e ingegnere statunitense († 2008)
- 19 febbraio - Roderick MacKinnon, biofisico, biochimico e cristallografo statunitense
- 19 febbraio - Pierluigi Mantini, giurista e politico italiano
- 19 febbraio - Marita Redondo, ex tennista statunitense
- 19 febbraio - Luca Sardella, conduttore televisivo, cantautore e agronomo italiano
- 19 febbraio - Antti Zitting, ex cestista finlandese
- 20 febbraio - François Bréda, saggista, poeta e critico letterario rumeno († 2018)
- 20 febbraio - Larry Charles, sceneggiatore e regista statunitense
- 20 febbraio - Oddvar Kristensen, ex calciatore norvegese
- 20 febbraio - Roberto Landi, allenatore di calcio e ex calciatore italiano
- 20 febbraio - Craig Pollock, manager britannico
- 20 febbraio - Giulio Scarpati, attore italiano
- 20 febbraio - Lodovico Sonego, politico italiano
- 20 febbraio - Bruno Tshibala, politico della Repubblica Democratica del Congo
- 20 febbraio - Jeanette Zanier, ex sciatrice alpina canadese
- 21 febbraio - Eraldo Affinati, scrittore italiano
- 21 febbraio - Eugenio Allegri, attore italiano († 2022)
- 21 febbraio - Andrej Babčan, ex calciatore cecoslovacco
- 21 febbraio - Giovanni Battaglia, politico italiano
- 21 febbraio - Charles Boustany, politico e chirurgo statunitense
- 21 febbraio - Stefano Di Chiara, allenatore di calcio e ex calciatore italiano
- 21 febbraio - Ha Jin, scrittore, poeta e saggista cinese
- 21 febbraio - Sally Jewell, politica e dirigente d'azienda britannica
- 21 febbraio - Mark McKerracher, attore e baritono statunitense
- 22 febbraio - Harald Aabrekk, allenatore di calcio e ex calciatore norvegese
- 22 febbraio - Tiziano Bieller, ex sciatore alpino italiano
- 22 febbraio - Philip Kerr, scrittore scozzese († 2018)
- 22 febbraio - Antonio Marano, politico e manager italiano
- 22 febbraio - Stuart William Peach, generale britannico
- 22 febbraio - Nadia Pinardi, oceanografa italiana
- 22 febbraio - Willie Quiñones, ex cestista portoricano
- 23 febbraio - Donna Butterworth, attrice e cantante statunitense († 2018)
- 23 febbraio - Ramón Cruz, ex cestista filippino
- 23 febbraio - Chiara Guzzonato, ex cestista italiana
- 23 febbraio - Józef Piotr Kupny, arcivescovo cattolico polacco
- 23 febbraio - Paul O'Neill, produttore discografico, arrangiatore e compositore statunitense († 2017)
- 23 febbraio - Valentine Pelka, attore britannico
- 23 febbraio - Andy Ritchie, ex calciatore scozzese
- 23 febbraio - Silvio Vannucci, attore italiano
- 24 febbraio - Judith Butler, filosofa statunitense
- 24 febbraio - Joseph Chusak Sirisut, vescovo cattolico thailandese
- 24 febbraio - Gabriele Ghisellini, astrofisico, divulgatore scientifico e saggista italiano
- 24 febbraio - Angelo Giurdanella, vescovo cattolico italiano
- 24 febbraio - Sharon Kane, ex attrice pornografica e regista statunitense
- 24 febbraio - Andreas Kōnstantinou, ex calciatore cipriota
- 24 febbraio - Eddie Murray, giocatore di baseball statunitense
- 24 febbraio - Reinhild Möller, ex sciatrice alpina e ex atleta paralimpica tedesca
- 24 febbraio - Eugene Parker, cestista e procuratore sportivo statunitense († 2016)
- 24 febbraio - Brenda Remilton, ex tennista australiana
- 24 febbraio - Adam Szentpétery, pittore slovacco
- 24 febbraio - Sanda Toma, ex canottiera romena
- 25 febbraio - Urs Althaus, attore, ex modello e imprenditore svizzero
- 25 febbraio - Milan Babić, politico serbo († 2006)
- 25 febbraio - Pascal Boniface, politologo e saggista francese
- 25 febbraio - Davie Cooper, calciatore britannico († 1995)
- 25 febbraio - Cheick Oumar Koné, allenatore di calcio maliano
- 26 febbraio - Giorgio Cocilovo, chitarrista, arrangiatore e compositore italiano († 2025)
- 26 febbraio - Michel Houellebecq, scrittore, saggista e poeta francese
- 26 febbraio - Giampaolo Mazza, allenatore di calcio e ex calciatore sammarinese
- 26 febbraio - Patrick Ntsoelengoe, calciatore sudafricano († 2006)
- 27 febbraio - Angela Aames, attrice statunitense († 1988)
- 27 febbraio - Meena Keshwar Kamal, attivista afghana († 1987)
- 27 febbraio - Rosemarie Kother, ex nuotatrice tedesca orientale
- 27 febbraio - Anne Veski, cantante estone
- 28 febbraio - Salvatore Biondo, mafioso italiano
- 28 febbraio - Celso Gavião, ex calciatore brasiliano
- 28 febbraio - Tessa Hadley, scrittrice britannica
- 28 febbraio - Roger Hegi, allenatore di calcio e ex calciatore svizzero
- 28 febbraio - Francis Hughes, attivista e rivoluzionario irlandese († 1981)
- 28 febbraio - Domenico Innominato, direttore di coro e compositore italiano
- 28 febbraio - Nikita Koškin, chitarrista e compositore russo
- 28 febbraio - Valerij Losev, allenatore di pallavolo e ex pallavolista sovietico
- 28 febbraio - Guy Maddin, sceneggiatore e regista canadese
- 28 febbraio - Thomas Remengesau Jr., politico palauano
- 28 febbraio - Baudouin Ribakare, allenatore di calcio burundese
- 28 febbraio - Lloyd Sherr, attore e doppiatore statunitense
- 28 febbraio - Åke Skyttevall, ex cestista svedese
- 29 febbraio - Mimí Ardú, attrice argentina
- 29 febbraio - Kari Eloranta, ex hockeista su ghiaccio finlandese
- 29 febbraio - Umberto Fusco, politico italiano
- 29 febbraio - Tamaz Kostava, ex calciatore sovietico
- 29 febbraio - Mauro Matteucci, fantino italiano
- 29 febbraio - Pål Schiefloe, ex calciatore norvegese
- 29 febbraio - John Randy Taraborrelli, giornalista e biografo statunitense
- 29 febbraio - Aileen Wuornos, serial killer statunitense († 2002)